# Fred Goodwin
Frederick Anderson (Fred) Goodwin (Paisley, 17 augustus 1958) is een Schotse bankier en de voormalige CEO van de Royal Bank of Scotland (RBS).
Goodwin studeerde in Glasgow accountancy en rechten. Hij werkte bij gerenommeerde accountantskantoren als Deloitte & Touche. Hij had de leiding bij de afwikkeling van het faillissement van de Bank of Credit and Commerce International in 1992.
In 1998 werd Goodwin aangetrokken door de Royal Bank of Scotland, waar hij de tweede man werd. Met grote durf begon hij aan een serie overnames, waarbij hij de overgenomen bedrijven meestal splitste en gedeeltelijk weer doorverkocht. Deze handelwijze leverde hem de bijnaam 'Fred the Shred' ('Fred de versnipperaar') op. Zo kocht hij in 2000 de Engelse bank National Westminster Bank, tweemaal zo groot als RBS zelf. Na sanering werd deze weer rendabel, maar duizenden werknemers verloren hun baan.
In 2007 kondigde Goodwin, inmiddels CEO van de Schotse bank, een bod aan op de Nederlandse bank ABN AMRO. Deze was begonnen aan een fusieproces met de Britse zakenbank Barclays. RBS vormde een consortium met Fortis en Santander, samen wonnen ze het gevecht van Barclays en Goodwin begon voor de zoveelste keer aan de ontmanteling van een bank. Ditmaal echter eindigde het in een drama. Fortis en RBS bleken zich te hebben vertild aan de overname, en toen de kredietcrisis uitbrak ging de Schotse bank bijna ten onder. De Britse overheid moest bijspringen, en (inmiddels) sir Fred moest het veld ruimen. Maar wel met een jaarlijks pensioen van 700.000 pond sterling, tot grote woede van veel belastingbetalers. Op 31 januari 2012 verloor Goodwin bij Koninklijk besluit alsnog zijn titel "sir".

## Voetnoot
1. ↑  Former RBS boss Fred Goodwin stripped of knighthood, BBC News, 31 januari 2012.